# ساندي سكوغلاند
ساندي سكوغلاند (بالإنجليزية: Sandy Skoglund)‏ هي مصورة أمريكية، ولدت في 5 سبتمبر 1946 في كوينسي في الولايات المتحدة.

## وصلات خارجية
- ساندي سكوغلاند على موقع ديسكوغز (الإنجليزية)